# تينلي ألبرايت
تينلي إيما أولبرايت (بالإنجليزية: Tenley Emma Albright)‏ ولدت في 18 يوليو 1935 وهي متزلجة أمريكية وجراحة. وهي بطلة الاوليمبيات عام 1956. حصلت على الميدالية الفضية الاولمبية 1952 وبطلة العالم 1953 و 1955 و 1953 وعام 1955 في أمريكا الشمالية، والبطولة الوطنية الأمريكية 1952-1956. تخرجت أولبرايت من مدرسة طب هارفارد. في عام 2015، تم إدراجها في قاعة الشهرة الوطنية للمرأة.

## التزلج على الجليد
في سن الحادية عشرة، أُصيبت أولبرايت بفيروس شلل الأطفال. كان التزحلق هو علاجها لاستعادة القوة العضلية لها.
فازت أولبرايت بالميدالية الفضية في أولمبياد 1952. ثم فازت بأول لقب عالمي لها في عام 1953 ثم ميدالية فضية في عام 1954 وميدالية ذهبية ثانية في عام 1955 وميدالية فضية رابعة في عام 1956.
في عام 1956، سقطت أولبرايت و قطعت مفصل الكاحل الأيمن. تم خياطة القطع من قبل والدها الذي كان جراحاً أيضاً. في دورة الألعاب الأولمبية الشتوية 1956 في كورتينا دامبيدزو، إيطاليا أصبحت أول متزلجة أمريكية تفوز بميدالية ذهبية أوليمبية.
تقاعدت أولبرايت من التزحلق على الجليد بعد عام 1956. في عام 1982 أصبحت نائبة لرئيس اللجنة الأولمبية الأمريكية.

## وظيفتها الطبية
تخرجت أولبرايت من مدرسة وينسور في بوسطن، ودخلت كلية رادكليف في عام 1953. ركزت على إكمال تعليمها بعد دورة الألعاب الأولمبية لعام 1956. تخرجت من مدرسة طب هارفارد في عام 1961 لتصبح جراحة مثل والدها، مارست الجراحة لمدة 23 عاما، واستمرت كعضو هيئة تدريس ومحاضرة في كلية الطب بجامعة هارفارد. لفترة من الوقت ترأست مجلس ريجنتس في المعاهد الوطنية للصحة. وبصفتها مديرة، خدمت كلا من المؤسسات غير الربحية مثل معهد وايتهيد للبحوث الطبية الحيوية ومعهد وودز هول لعلوم المحيطات والمؤسسات الربحية مثل شركة ويست فارماسيوتيكال سيرفيسز، وشركة ستيت ستريت بنك وشركة تروست. وهي حاليا مديرة للمبادرات التعاونية في معهد ماساتشوستس للتكنولوجيا.

## حياتها الشخصية
كانت أولبرايت متزوجة من تودور غاردينر المحامي. من 1962 إلى 1976. وفي عام 1981 تزوجت من مالك فندق ريتز كارلتون السابق جيرالد بلاكيلي.

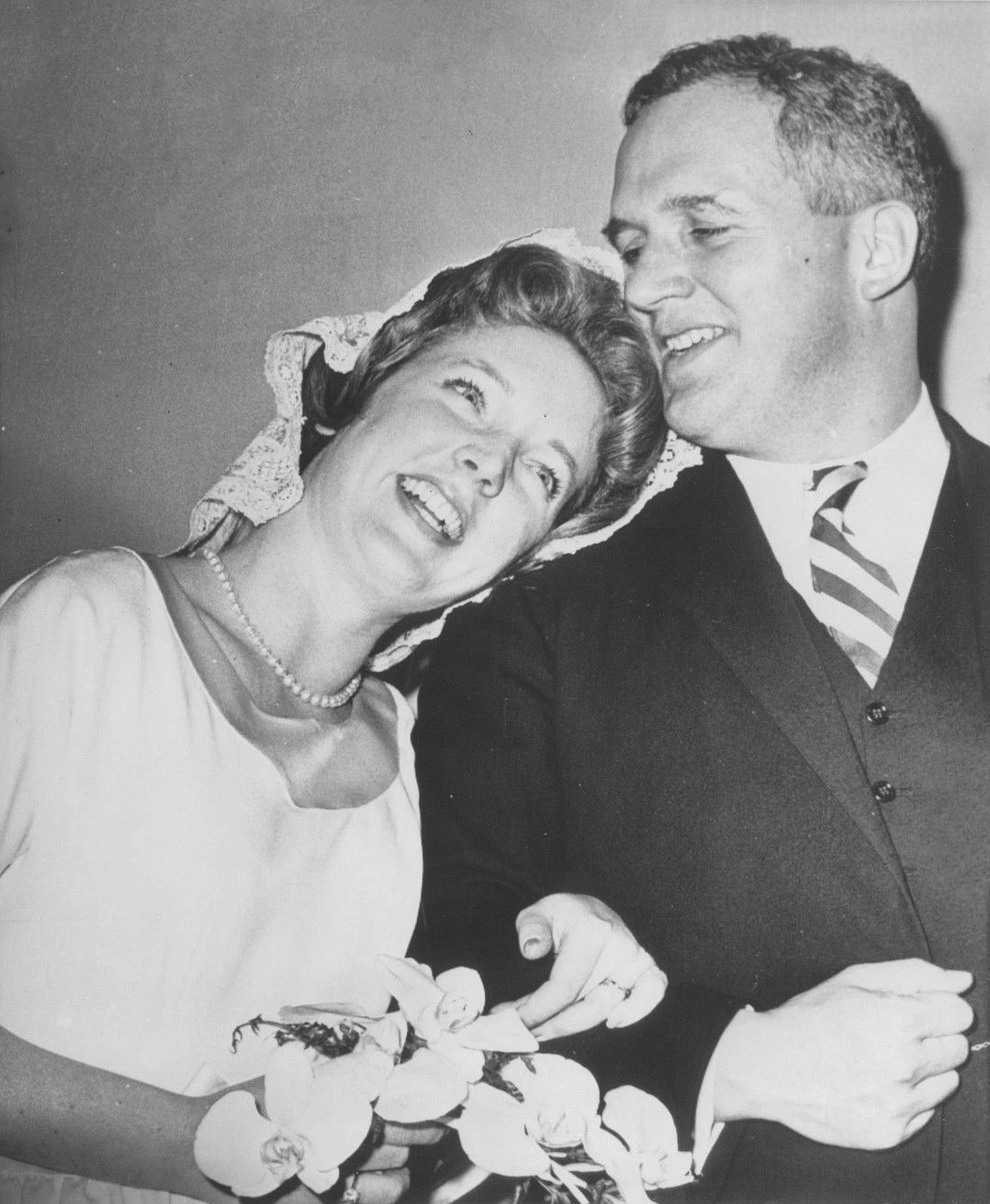
زواج تينلي أولبرايت وتودور جاردينر في 31 ديسمبر 1961

## نتائجها الرياضية
| النتائج                   | النتائج       | النتائج       | النتائج      | النتائج       | النتائج      | النتائج       |
| دولياً                     | دولياً         | دولياً         | دولياً        | دولياً         | دولياً        | دولياً         |
| الحدث                     | 1951          | 1952          | 1953         | 1954          | 1955         | 1956          |
| ------------------------- | ------------- | ------------- | ------------ | ------------- | ------------ | ------------- |
| الألعاب الأولمبية الشتوية |               | المركز الثاني |              |               |              | المركز الأول  |
| بطولة العالم              | المركز السادس |               | المركز الأول | المركز الثاني | المركز الأول | المركز الثاني |
| بطولة أمريكا الشمالية ‏    | المركز الثالث |               | المركز الأول |               | المركز الأول |               |
| وطنياً                     |               |               |              |               |              |               |
| بطولة الولايات المتحدة ‏   | المركز الثاني | المركز الأول  | المركز الأول | المركز الأول  | المركز الأول | المركز الأول  |
| المقاطعات الشرقية ‏        | المركز الأول  | المركز الأول  |              |               |              |               |
|                           |               |               |              |               |              |               |

## وصلات خارجية
- تينلي ألبرايت على موقع اللجنة الأولمبية الدولية (الإنجليزية)
- تينلي ألبرايت على موقع أوليمبيديا (الإنجليزية)
- تينلي ألبرايت على موقع اللجنة الأولمبية الصينية (الإنجليزية)
- "Skate Canada Results Book – Volume 1 – 1896 – 1973" (PDF). Skate Canada. مؤرشف من الأصل (PDF) في 2010-11-22.
- "Past U.S. Champions – Senior" (PDF). مؤرشف من الأصل (PDF) في 2012-02-09. (123 KB)